# Варшавський позитивізм

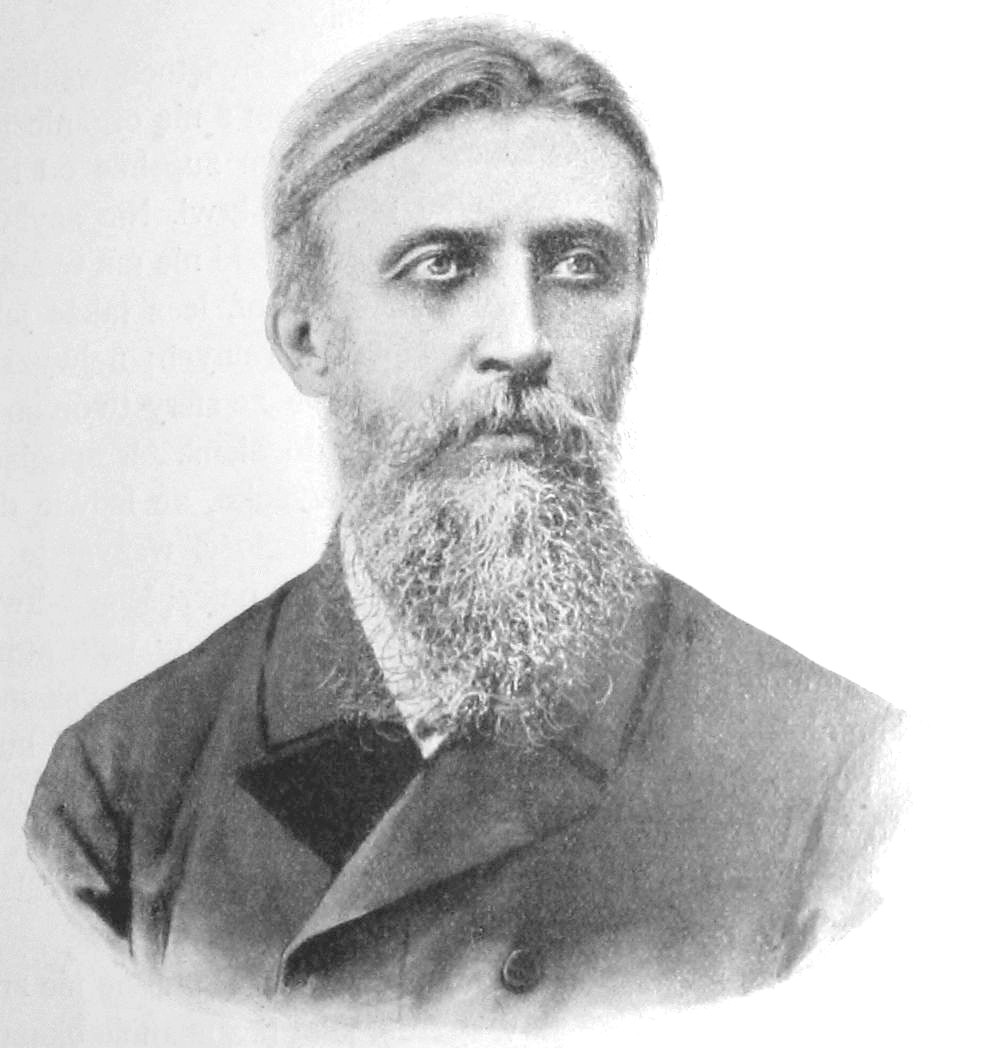
Олександр Свентоховський (Aleksander Świętochowski)

Варшавський позитивізм  — ідеологічна течія і літературний рух у Польщі останньої третини XIX ст. Назву перейняв від позитивізму — загальноєвропейського науково-філософського напрямку, засади якого було пристосовано до конкретних потреб і завдань, що постали перед польським суспільством.
Являв собою теоретичну платформу та практичну програму ліберальної буржуазії щодо господарського та культурного розвитку краю після поразки повстання 1863 року. Варшавські позитивісти прагнули перебрати провід у житті Польщі від шляхти, що традиційно відігравала цю роль, але продемонструвала нездатність вирішити основні національні й соціальні справи. Варшавський позитивізм відкидав шляхетське романтичне гасло, яке сформулював Адам Міцкевич «Міряй сили по намірах, але не наміри по силах».

## Історія
Суспільним явищем і подією в польській історіографії кінця ХІХ — початку ХХ ст. стала дискусія щодо поглядів на історичне минуле Речі Посполитої між представниками варшавської і краківської позитивістських історичних шкіл. Варшавська школа утвердилася як напрямок у польській історіографії кінця ХІХ ст., що знаходився в опозиції до краківської історичної школи, а власне до приписуваного їй «песимізму» в оцінці історії Польщі. Вона сформувалася в рамках так званого «варшавського оптимістичного позитивізму», однак назву історичної школи отримала лише після Другої світової війни, коли вже давно не існувала. На переконання її представників, краківська історична школа, під впливом німецької науки, перебільшувала роль держави в історії — а також бачення, щодо фактів, які обумовили занепад Речі Посполитої, сприяючи негативній оцінці минувшини.

## Краківська та Варшавська історичні школи
На 1870-ті роки паралельно із стрибком у розвитку продуктивних сил і пожвавленням інтелектуального життя в Польському Королівстві припадає початок наукової діяльності представників варшавської історичної школи: Т. Корзона , В. Смоленьського, А. Павіньського. Найвиразнішими проявами її теоретичних напрацювань були: робота В. Смоленьського «Szkoly historyczne w Polsce» (1886) та виступ Т. Корзона на Другому з'їзді істориків у Львові (1890). На противагу краківським історикам, В. Смоленьський і Т. Корзон давали зовсім інші оцінки ролі народу в занепаді державності. Вони відмовилися від надмірного «песимізму» і акцентували увагу на «оптимістичних» аспектах польського історичного процесу. Т. Корзон, А. Рембовский, В. Смоленьський, а в меншій мірі А. Павіньський і С. Лагуна, яких зараховували до варшавської історичної школи, виступали проти інтерпретації занепаду Польщі в розумінні дарвінської теорії розвитку. Вони вказували на те, що то була улюблена теза офіційної історіографії країн поневолювачів, оскільки знімала з них відповідальність за загарбання. Із твердженням про «природний» занепад Польщі історики варшавської школи полемізували, звертаючись до двоякого роду аргументів. Наприклад, А. Рембовский робив наголос на тому, що прояви «аномального розвитку», які приписували Польщі, були також характерними для багатьох інших держав, не спричинивши принаймні їх занепаду. Натомість, Т. Корзон і В. Смоленьський, погоджуючись із багатьма твердженнями про «відхилення» у розвитку Польщі, підкреслювали, що в період реформ Станіслава Августа, а власне після ухвалення Конституції 3 травня, більшість із тих «аномалій» була подолана і держава повернулася на природний шлях західноєвропейського розвитку. Тези істориків варшавської школи полягали у запереченні «теорії власної вини» і переведенні головного акценту на чинники зовнішнього занепаду, точніше на агресію держав-загарбників,  зокрема український козацький рух вони порівнювали з іншими руйнівними рухами в Західній Європі. Був то напрямок, який окреслено як «оптимістичний» на противагу «песимістичному» краківської історичної школи. Обидві ці школи, маючи в філософії, психології, а також у поточній мові зовсім інші прояви, збуджували і надалі збуджують дискусії . Однак, фактом залишається і те, що від кінця ХІХ ст. вони міцно вкоренилися в польській історіографії. Позитивізм у польській історіографії другої половини ХІХ ст. як методологія історичних досліджень став предметом дискусії середини ХХ ст., започаткованої в наукових часописах Ц. Бобіньскою . На початку 1960- х рр. вивчення варшавського позитивізму як культурно-освітнього напрямку в польській історіографії знаходилося в полі уваги дослідників літератури, а згодом й істориків .

## Зміст Варшавського позитивізму
Варшавський позитивізм носив, на відміну від західноєвропейського, не стільки філософський, скільки суспільно-ідеологічний характер. Польські позитивісти виходили з уявлення про незмінність існуючих соціальних відносин і апелювали до всіх громадян із закликом співробітничати в ім'я вдосконалювання суспільства через економічне піднесення Польщі. Відповідно до позитивістської програми, ця «органічна праця» повинна була супроводжуватися «роботою у основ» — просвітительською діяльністю польської інтелігенції, її сприянням вихованню й освіті народу. Варшавський позитивізм позначився на творчості багатьох письменників, у тому числі реалістів. Не будучи прямим додатком до позитивізму, добутки Ожешко, Пруса, Сенкевича являють собою той або інший ступінь художньої реалізації його основних положень.
На формування польської літератури цього періоду впливали традиції попередньої літературної епохи (зокрема, романтична поезія А. Міцкевича і Ю. Словацького), а також інші види мистецтва, особливо образотворче (графіка А. Ґроттґера, Ю. Коссака, М. Е. Андріоллі, живопис Ян Матейко, Ю. Хелмонського, А. Геримського) і театральне (найвизначніші досягнення якого були пов'язані з Краківським театром, під керівництвом С. Козмяна з 1863 по 1893 р.).
Не останню роль у формуванні реалізму відіграли й польсько-закордонні літературні зв'язки. Із західноєвропейських письменників найбільш шановані були Чарльз Діккенс, Е. Золя, з росіян — Салтиков-Щедрін, Достоєвський, Л. Толстой і особливо Тургенєв. Дослідники вказують на деяку типологічну подібність творів Сенкевича й Тургенєва, Пруса й Достоєвського, Конопницької і Некрасова.

Варшавський позитивізм висуває тези:
- «органічна праця»: переконання в можливості (більш того — єдиній можливості) досягнення господарських, суспільних та політичних цілей шляхом еволюції та поступу — з повним відкиданням методів збройної боротьби;
- «праця біля підвалин», тобто з народною масою, зокрема просвітництво та культурництво;
- культ науки, віра в її можливості;
- емансипація жінки.

Генерація представників Варшавського позитивізму в літературі — Е. Ожешко (1842–1910), М. Конопницька (1842–1910), Г. Сенкевич (1846–1916), а найтиповіший — Б. Прус (1847–1916).
Варшавський позитивізм по всіх параметрах войовничо виступив проти романтизму: від народа-пана (co nie slachta, to nie naród) до народа-хама (co slachta, to nie naród). Від панування поезії до переважання прози. Від шляхетського романтизму до реалізму. Польські вчені звуть 1863—1890 рр. періодом Позитивізму з огляду на його панування в літературі.
Розрізняють два етапи розвитку Варшавського позитивізму: Перший — підпорядкування художньої літератури засадничому гаслу утилітаризму. Основним завданням літератури вважалося безпосереднє втручання в найактуальніші справи, основною позитивною рисою — тенденційність. На провідне місце висувається публіцистика, програмові статті ідеолога Варшавського позитивізму О. Свентоховського «Ви і ми». Б. Пруса «Наші гріхи». У цих статтях формульовано основні постулати руху, точилася гостра полеміка з консерваторами в політиці й «епігонами епігонів» — продовжувачами віджилих шляхетсько-романтичних традицій (т.зв. війна старої та нової преси).
Основними органами Варшавського позитивізму були часописи «Przegląd Tygodniowy», «Ateneum», «Prawda». Створювано переважно т.зв. романи з тезою («Марта» Ожешко, 1873), п'єси з тезою, тобто із заздалегідь визначеною ідеєю, яку автор доводив своїм твором, а також побутові комедії. Меншу вагу мала поезія програмова — громадянські вірші.
Цей перший етап підготував другий, коли представники Варшавського позитивізму позбулися простолінійного підпорядкування творчості ідеологічним завданням, хоча зберігали вірність позитивістському світосприйняттю. Прикладом є роман Пруса «Лялька» (1887–1889), де створено реалістичну й водночас могутню постать позитивіського героя Вокульського. Три етапи його життя відображають етапи суспільного життя Польщі: лев (учасник постання), віл
(засланець), вовк (талановитий комерсант). У цей період роман було визнано за вищий ґатунок і міцно закорінено в польській літературі.

## Представники
Тематично література Варшавського позитивізму висвітлювала головніші аспекти життя країни: розвиток капіталу та промисловості (Б. Прус. М. Конопницька), селянське питання (Е. Ожешко, М. Конопницька, Г. Сенкевич, Б. Прус), національні справи: боротьба проти германізації (Г. Сенкевич, Б. Прус); бідування білоруського селянства (Е. Ожешко), єврейське питання (Е. Ожешко, Б. Прус). Зберігається традиція відображення найзлободенніших проблем на історичному матеріалі (романи з життя Польщі та Литви (Ю. І. Крашевського й Г. Сенкевича). Згодом ідейно-творчі шляхи генерації варшавських позитивістів розходяться. Е. Ожешко, а надто Б. Прус, залишаються вірними програмі Позитивізму, М. Конопницька наближається до революційно-демократичних поглядів. Г. Сенкевич з 1880-х pp. у історичних романах переходить на позиції шляхетського патріотизму та клерикального романтизму, зокрема з таких позицій зображає в романі «Вогнем і мечем» (1883–1885) Хмельниччину. На історичному матеріалі виникає ідейно-художня полеміка: антиклерикальний історичний роман Б. Пруса з історії давнього Єгипту «Фараон» (1895–1896) і неоромантичний роман-епопея про перших християн у Римі І ст. «Quo vadis?» (1897–1900) Г. Сенкевича.
Варшавський позитивізм підготував наступні історико-літературні течії в польському письменстві: натуралізм та «Молоду Польщу». У польській літературній критиці (П. Хмельовський та ін.) й історичній літературі (П. Хмельовський, Б. Хлебовський, С. Тарновський) науково-позитивістський підхід домінував до 1914 року.
Період Варшавського позитивізму — друге після періоду романтизму піднесення польської літературної творчості. Варшавські позитивісти вийшли на найкращий тогочасний рівень європейського реалізму, здобули міжнародне визнання. У Польщі їхні твори і дотепер користуються величезною популярністю серед читачів. За статистикою, перше місце займає Г. Сенкевич. друге — Б. Прус, третє — І. Крашевський.
Величезний успіх супроводжував кінофільми за романами Г. Сенкевича: «Хрестоносці», «Вогнем і мечем», «Потоп», «Пан Володийовський». «Quo vadis?»; Б. Пруса — «Фараон», «Лялька».